# Blind Trust
Blind Trust (deutsch etwa Blindes Treuhandvermögen) ist die Bezeichnung für einen Trust, in dem der Verwalter, üblicherweise ein Rechtsanwalt oder eine Rechtsanwaltskanzlei, uneingeschränkte Entscheidungsfreiheit über das Vermögen hat und die Berechtigten keine Kenntnis über die Vermögensbestände haben.
Diese spezielle Form des Trusts wird in der Regel eingesetzt, wenn ein Treuegeber vom Begünstigten Unwissenheit über die konkreten Vermögenswerte wünscht. Der Zweck besteht darin, potenzielle Interessenkonflikte zwischen dem Begünstigten und den Investitionen zu verhindern.  Ein Blind Trust kann als ein Finanz-Arrangement betrachtet werden, bei dem eine Person, beispielsweise ein hochrangiger Amtsträger, mögliche Interessenkonflikte umgeht, indem sie die Kontrolle über ihre finanziellen Angelegenheiten einem Treuhänder übergibt.